# Talasa (mitologija)
Talasa ili Talata (grč. Θάλασσα, Thálassa) u grčkoj mitologiji personifikacija je Sredozemnog mora, primordijalno božanstvo, Eterova i Hemerina kći. S Pontom je bila majka devet Telhina. Katkad je Afrodita smatrana Uranovom i Talasinom kćeri.

## Etimologija
Talasino grčko ime znači "more". Rimljani su ju zvali Mare ("more").

## Karakteristike
Prema Ezopu, Talasa je prikazivana kao žena formirana od morske vode. Na rimskim mozaicima prikazivana je kao žena napola u moru, često s rogovima koji su nalikovali rakovim kliještima, često odjevena u morsku travu ili je pak držala brodsko veslo. I Pont ima rogove.
Pauzanije piše da su u Posejdonovu hramu u Korintu bile slike koje prikazuju Posejdona, Amfitritu i Talasu, te nimfe Nereide.

## Mitologija
Talasa je bila primordijalno morsko božanstvo. S Pontom je rodila rodove riba. Predstavljala je samo more.
Posejdon i Amfitrita bili su antropomorfizirani bogovi kao ekvivalenti Pontu i Talasi. U kasnijim klasičnim vremenima, Talasini i Pontovi pandani bili su i Titani Okean i Tetija.
Talasa je Uranu rodila Afroditu, dok je u drugom mitu Afrodita Zeusova kćer.
Još jedno Talasino dijete je Halija, Posejdonova ljubavnica. 

## Vanjske poveznice
- Talasa u klasičnoj literaturi i umjetnosti (engl.)